# 顏雲年

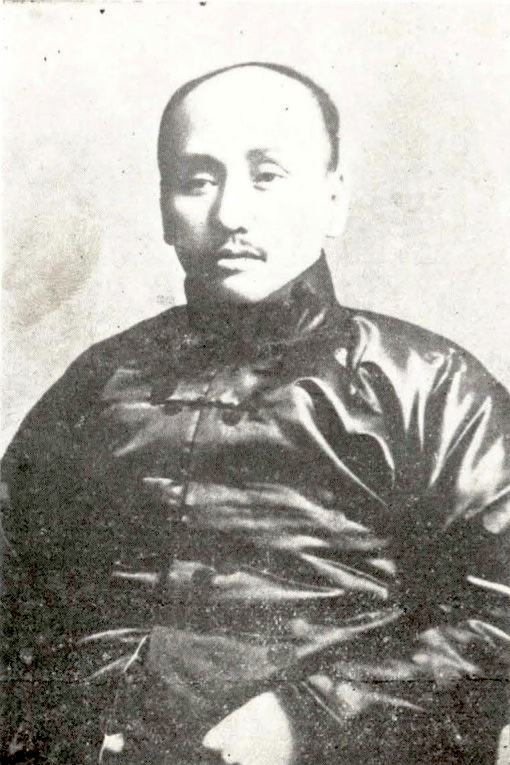
顏雲年

顏雲年（1874年1月13日—1923年2月9日），譜名燦慶，字雲年，號吟龍、騰北，以字行，生於清治臺灣臺北基隆堡瑞芳（今新北市瑞芳區），祖籍福建省泉州府安溪縣。日治時期的知名礦業家，基隆顏家成員，基隆顏家在他手中成為台灣五大家族之一。雲年喜附風雅，愛好吟詩，他曾任瀛桃竹聯吟會會長，也多次捐獻銀錢支持詩社。

## 生平
顏家自清代道光年間居於瑞芳鮚魚坑（今新北市瑞芳區傑魚里），一直是採礦門閥，以煤礦為主，兼及金瓜石金礦。其父顏尋芳，顏雲年為家中次子，其兄顏東年，其弟顏國年。顏雲年早歲熟讀四書五經、漢文典籍，曾至台北應科舉童子試，未第。在應試時，借住瀛社社長洪以南家中，兩人應對詩文，結為好友，並為唱和「以南」，自署「騰北」。
甲午戰爭後，臺灣割讓。1895年，臺灣日治時期開始，臺灣總督府徵收所有礦區開採權，改歸公有，在瑞芳設立分駐所，日警進駐。顏雲年的叔父顏正春曾被指控參與抗日活動，遭到日警逮捕，顏雲年前往交涉，以漢文筆談方式陳情，使其叔獲得釋放。日方對於顏雲年印象良好，1896年，顏雲年擔任瑞芳守備隊通譯，後轉任瑞芳警署巡查補。顏雲年學習日語，擔任地方與日本當局之的溝通窗口，維持瑞芳礦區的治安。1897年，顏雲年向臺灣總督府申請採礦權，1899年設「金裕豐號」承租礦區。
1904年取得三爪子坑（今日瑞芳車站一帶）、一坑（今日瑞芳祖師廟一帶）等地煤礦的開採權，接著又陸續取得侯硐、瑞芳、深澳、平溪、五堵、三峽等地的礦權。與蘇源泉合組雲泉商會。他結識日本富商藤田傳三郎男爵，獲得藤田組的採金礦承包權。
1914年在顏家新落成的環鏡樓（位於今日基隆市忠二路上，現已不存）舉行「臺北瀛社」詩盟，這是第一次的全臺詩人大會。同年九份金礦採礦權因所有人藤田傳三郎兩年前病故，其子乏力經營，並因顏雲年與大溪實業家簡阿牛交情甚好，遂合資收購。簡阿牛並於瑞芳成立「建成金礦部」，進行淘金事業。
1918年3月與日本的三井合名株式會社合資成立「基隆炭礦株式會社」（但由三井擁有實際經營權），基隆炭礦在之後更佔有臺灣半數的煤礦產量。
1920年與板橋林家林熊徵等商人成立「臺陽礦業株式會社」，將原本與「藤田會社」合資的「臺北炭礦株式會社」與顏家經營的「瑞芳金礦」併入，成為了掌握黃金、煤礦的大企業，人稱「炭王金霸」。
1921年，顏雲年商而優則仕，出任臺灣總督府評議會評議員。兩年後患傷寒不治，年四十九。

## 家庭
因為顏雲年以義和商行起家，在基隆顏家中，他這個支系稱為義和派。顏雲年生有四子三女，其子顏欽賢、顏德潤、顏德修、顏德馨。其女顏詩、顏善、顏緹、顏嫆、顏真。
家族事業由其長子顏欽賢繼承。
顏德潤娶里港藍家藍高川之女藍錦綿，顏德修娶許丙長女許碧霞。
三女顏緹嫁給陳逸松，五女顏真嫁給羅萬俥。

## 著作
在顏雲年過世後，其弟顏國年收集其詩文，集成《環鏡樓唱和集》和《陋園吟詠》兩集。現代文學家楊雲萍曾評其詩「多是平平之作」。